# Paterno (console 268)
Paterno (latino: Paternus; fl. 268) è stato un politico romano, console per la seconda volta nel 268 (il primo consolato fu onorario).
Va forse identificato con Aspasio Paterno, proconsole d'Africa nel 257/258, e con l'omonimo praefectus urbi Paterno.